# Морозова, Мария Фёдоровна
Мари́я Фе́доровна Моро́зова, урождённая Си́монова (9 (21) февраля 1830 — 18 (31) июля 1911) — супруга купца Тимофея Морозова, дочь купца 2-й гильдии Фёдора Ивановича Симонова, двоюродная племянница Козьмы Терентьевича Солдатёнкова, мать Саввы Тимофеевича Морозова. Одна из самых ярких российских женщин — представительниц купечества, известная своим влиянием в обществе. Крупная фигура русского предпринимательства, оставила после себя самое большое состояние в России (30 млн рублей). Первой среди российских купчих была удостоена знака отличия за двадцать пять лет беспорочной службы в благотворительных заведениях по Ведомству учреждений императрицы Марии.

## Биография
Мария Фёдоровна происходила из семьи купцов-старообрядцев, владельцев шёлко- и бумаготкацкой фабрики в Москве. Её отец, Фёдор Иванович Симонов, расширил бизнес и стал хозяином уже трёх фабрик в Московской губернии. Мать, Мария Константиновна, происходила из семьи крупных фабрикантов-староверов Солдатёнковых, также связанных с текстильным производством.
Мария Фёдоровна была старшей среди троих детей Марии Константиновны и Фёдора Ивановича. С детства отличалась сильным характером. Получила прекрасное домашнее образование: знала немецкий и французский языки, разбиралась в математике. После ранней смерти отца воспитывать осиротевших детей помогал двоюродный брат матери — именитый фабрикант, банкир и меценат Козьма Солдатенков, который сам наследников не имел. Он же занялся поисками достойной партии для шестнадцатилетней племянницы, при этом жених должен был отвечать ряду требований: обязательно быть старообрядцем и принадлежать к семье богатых купцов—промышленников. Выбор Козьмы Терентьевича пал на 23-летнего Тимофея Саввича, сына Саввы Васильевича и наследника знаменитой текстильной династии Морозовых.
Брак, заключённый 8 ноября 1846 года, был вполне счастливым и благополучным. У супругов родилось 10 детей, из них до взрослого возраста дожили 4 дочери и 2 сына, родившиеся последними — Савва и Сергей. Любимцем матери был более ласковый и болезненный Сергей, но главным помощником Марии Фёдоровны в делах стал норовистый Савва.
Супруги жили в большой усадьбе в Трехсвятительском переулке, недалеко от Ивановского монастыря. Территория от Подкопаевского переулка до Покровского бульвара, на которой кроме хозяйского дома, больше похожего на «великолепный дворец», находилось множество хозяйственных построек, включая оранжерею, числилась за Марией Фёдоровной. При доме имелась моленная белокриницкого согласия, освящённая в честь Святого Николая Чудотворца. В доме Морозовых каждую неделю устраивались «назначенные вторники», на которые приглашались родственники и близкие друзья. Давали супруги и великосветские балы, и танцевальные вечера для молодёжи. Несмотря на ограничения, которые предполагала их религия, гостей окружала вполне светская обстановка: танцы сменялись играми, в том числе и карточными. Интересовались старшие Морозовы и театром.
1870—80-е годы стали очень тяжелым временем для Морозовой. Потеряв нескольких своих детей ещё в малых летах, в 1876 году она лишилась ещё одной дочери Алевтины, которая покончила жизнь самоубийством. В 1881 году тяжело заболела и едва не умерла Анна Тимофеевна, мать 10 малолетних детей. В память о её выздоровлении родители построили клинику на Девичьем поле. Отношения с Саввой испортились из-за его неблагоразумной связи и последовавшей в 1888 году женитьбы на разведённой женщине. В 1889 году на своей даче в Мисхоре скончался Тимофей Саввич. В литературе советского периода создавался образ лицемерной женщины, которая не любит своих родных. А. Н. Серебров писал, что по словам С. Т. Морозова, его мать : «… занимается благотворительностью, а никого не любит. Отец души в ней не чаял. Все — „душечка“, „душечка“! Умер он — она даже из приличия не поплакала!.. Никого, кроме рогожских попов, не принимает. Родню — только по большим праздникам». Но став после смерти мужа главой многочисленной семьи, Мария Фёдоровна продолжала помогать своим детям и их семьям. Она выделяла им деньги, пыталась уберечь их от возможных опасностей и ненадёжных людей. Савва Тимофеевич, заботясь о здоровье матери, регулярно навещал её. После смерти сына в 1905 году Мария Фёдоровна уже никогда не снимала чёрное платье.
Мария Фёдоровна скончалась 18 июля 1911 года на 82-м году жизни. По мнению Владимира Фёдоровича Джунковского, с кончиной Морозовой «купеческая Москва потеряла одну из своих видных и ярких представительниц».
Она была так высока, что «умела» помогать, она понимала человеческую душу, и потому от неё было легко принимать, она свято исполняла завет, который преподавала и другим, что «люди должны помогать друг другу.
В соответствии с последней волей Морозовой, в день похорон состоялись благотворительные раздачи денег неимущим, а более 26 тысячам рабочих фабрик были выделены суммы приблизительно в размере дневного заработка и «харчи на поминовение»; поминальные обеды на тысячу человек были оплачены в двух московских бесплатных столовых.

## Предпринимательская деятельность
Первоначально братья Морозовы совместно участвовали в торговых и промышленных делах, но в 1850 году Савва Васильевич выделил капитал для старших сыновей Елисея и Захара, а главное руководство сосредоточилось в руках младшего сына, шестнадцатилетнего Тимофея.
После смерти отца в 1860 году Тимофей Морозов был назначен на пост директора-распорядителя и председателя правления Торгового дома «Савва Морозов с сыновьями».

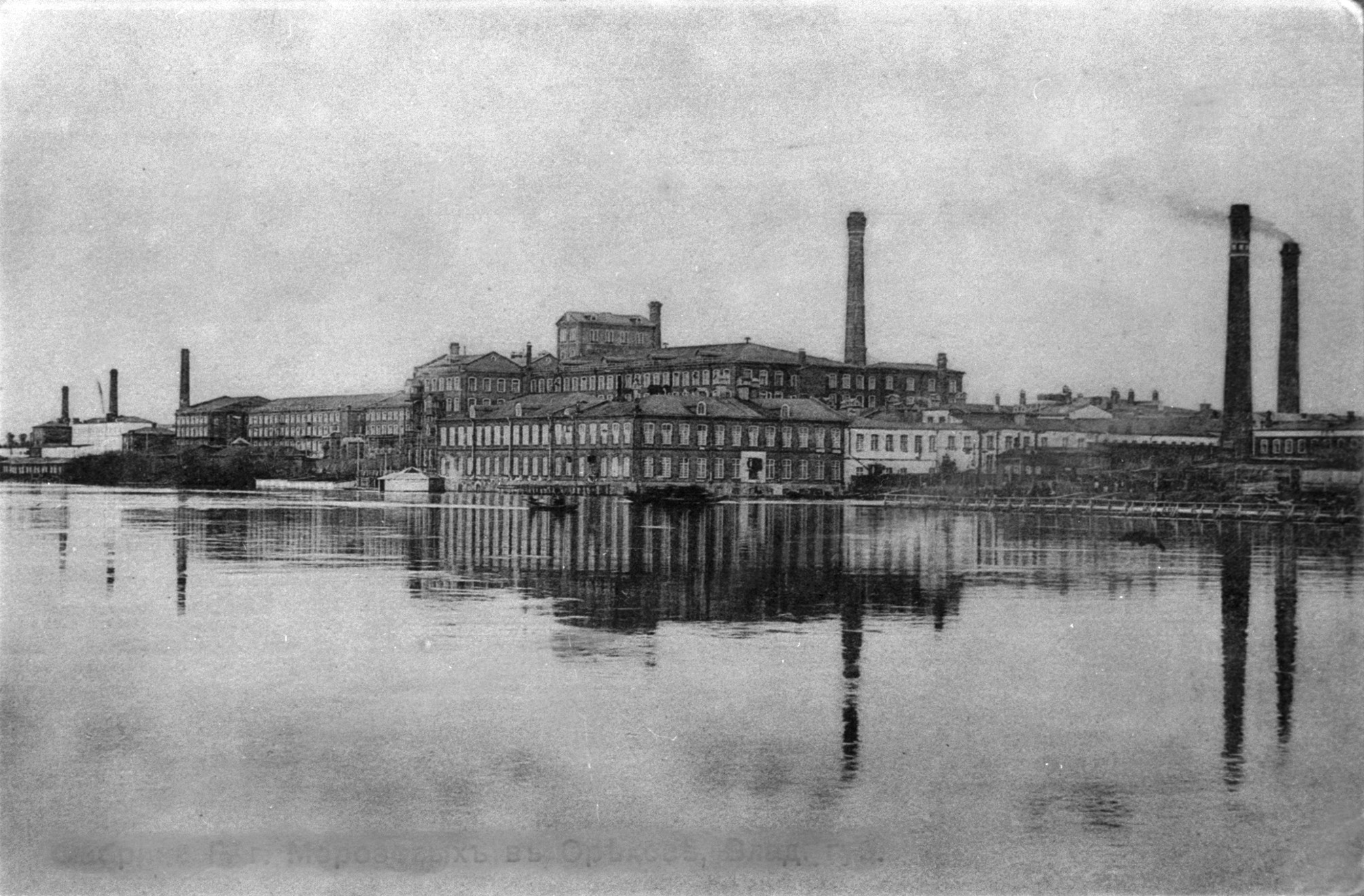
Никольская мануфактура

При перерегистрации фирмы в 1869 году доля Тимофея Саввича составляла 3 млн при основном капитале в 5 млн рублей. В 1871 году произошёл его раздел с двоюродными братьями, в результате которого Тимофей Саввич получил Никольскую мануфактуру в Московской губернии и образовал новую фирму «Саввы Морозова Сын и Ко». Мария Фёдоровна тоже сделала свой вклад в семейный бизнес, став наследницей состояния Симоновых после смерти родителей, сестры Надежды и брата Алексея (ум. 1872), купца 2-й гильдии.
При утверждении устава фирмы Морозовых в 1873 года в число учредителей Мария Фёдоровна была включена на равных с мужем. 5 млн рублей, составлявшие основной капитал фирмы, были поделены на 5000 паёв по 1000 рублей, которые должны были всегда принадлежать членам семьи. В начале 1880-х годов доля Тимофея составляла 3462 пая, Марии — 1095 паёв. Таким образом, супругам принадлежал 91 % паёв фирмы, 1,6 % — их детям, оставшиеся 7,4 % — деловому партнёру Людвигу Кнопу, руководящим служащим фирмы — бухгалтеру и инженерам.
В результате Морозовской стачки 1885 года и последовавшего за ней судебного процесса Тимофей Саввич стал отдаляться от управления фирмой, передав большую часть дел в ведение Марии Фёдоровны. По воспоминаниям Саввы Тимофеевича, отец хотел продать фабрику и положить деньги в банк, и лишь вмешательство матери спасло предприятие.
По духовному завещанию Тимофея Саввича, написанному 19 апреля 1888 года, Мария Фёдоровна стала его основной наследницей. Правление Товарищества Никольской мануфактуры на заседании 19 октября 1889 года пригласило Морозову исполнять обязанности директора-распорядителя. Кроме того, она получила почти половину паёв и максимальное количество голосов на собраниях. Однако в марте 1890 года Мария Фёдоровна поделила административные обязанности, назначив трех директоров: Савву Тимофеевича, зятя А. А. Назарова и бухгалтера И. А. Колесникова. Своё жалованье при этом Мария Фёдоровна поделила поровну между директорами. 27-летний Савва Морозов отвечал за производство, оборудование и качество продукции; на Александра Назарова были возложены поставки сырья, расчеты с иностранными партнёрами и управление главной Московской конторой; Колесникову поручили торговлю и документооборот.
Павел Афанасьевич Бурышкин отзывался о М. Ф. Морозовой, как о «женщине очень властной, с ясным умом, большим житейским тактом и самостоятельными взглядами». 
Она была целиком проникнута одним горячим желанием — пользы, успеха и процветания Товариществу,   но при этом она обладала целым рядом нравственных качеств…ей было присуще огромное обаяние, простота, душевное участливое отношение к подчиненным»
Уже в 1889—1890 гг. под её руководством была проведена техническая модернизация фабрик: паровые машины заменены на новые, более мощные, проведено электрическое освещение, установлены новые прядильные станки. Сменилась стратегия оптовых продаж: вместо сезонного сбыта на Нижегородской и других ярмарках акцент был перенесён на работу постоянных торговых контор в Москве, Петербурге, Нижнем Новгороде, Харькове, Ростове-на-Дону, Ирбите. Развивался экспорт продукции в Китай, Персию и Европу.
Мария Фёдоровна так поставила дело, что в «Вестнике мануфактурной промышленности» в начале XX века по показателю «чистая прибыль» на паевой капитал Никольская мануфактура стала лидером в списке текстильных предприятий Центрально-промышленного района. В 1903 году Никольская мануфактура была поставлена «на одно из первых мест в ряду наиболее доходных русских акционерных компаний» Министерством финансов. Став во главе предприятия, Мария Фёдоровна сумела его значительно расширить, увеличив полученный после смерти мужа капитал с 6 млн до 30 млн рублей.

## Благотворительная деятельность
Мария Фёдоровна активно занималась благотворительной деятельностью и была щедрой жертвовательницей. В первую очередь, она покровительствовала Рогожской общине старообрядцев и Православному миссионерскому обществу, членом которого являлась. Вместе с родственницей Феодосией Ермиловной Морозовой (1836—1912) она выделила средства на строительство церкви Покрова Богородицы и храма-колокольни на Рогожском кладбище; также финансировала строительство общежития для сестёр Марфо-Мариинской обители, богадельни с приютом и церкви во имя Святого Апостола Тимофея (1901), церкви Николая Чудотворца при начальном училище в Зуеве.
В 1884 году Марией Фёдоровной были учреждены две стипендии своего имени в 4-й Московской гимназии, где получали образование оба её сына. В последующие годы она выделяла крупные средства на стипендии, оплачивала обучение конкретных лиц, покупала книги для училищ. С особым вниманием Морозова относилась к Московскому техническому училищу (ныне — МГТУ им. Н. Э. Баумана), в котором с 1894 года она являлась почётным членом. При её финансировании была построена лаборатория механической технологии волокнистых веществ. Фонд, учреждённый в училище на средства Морозовой, оплачивал продолжение обучения русских инженеров за границей. В ответ на это деяние и в знак уважения к заслугам Марии Фёдоровны Общество для содействия улучшению и развитию мануфактурной промышленности присвоило ей звание почётного члена. Также она состояла членом комитета по устройству студенческого общежития императора Николая II.
Несмотря на то, что М. Ф. Морозова была старообрядкой, она отличалась широтой взглядов: так, она всячески содействовала талантливым девушкам, выбравшим профессии актрис, музыкантов, учителей. Её ученицы были в Александринской, Голицынской, Николаевской, Ольденбургской, Титовской, Симоновской и Стрекаловской школах. Под её опекой находились девочки в шести частных женских гимназиях Москвы. Морозова выделяла средства для обучения нескольких студентов Московского университета, Московского технического и Строгановского училищ.
Не обошла своим вниманием Мария Фёдоровна и медицину. В частности, она опекала Кореизскую земскую больницу в Крыму, оплачивала лечение конкретных лиц, состояла почётной попечительницей бесплатной лечебницы военных врачей, делала крупные пожертвования в Старо-Екатеринскую больницу Москвы, спонсировала в 1909 году там постройку корпуса для нервнобольных на 101 койку. В 1900 на средства Мария Фёдоровны Морозовой и других меценатов России, принявших активное участие в пожертвовании на строительство Сухумской городской больницы, было возведено двухэтажное здание, в последующем Республиканской больницы имени Алексея Александровича Остроумова, а в настоящее время Национального онкологического центра Абхазии.   
М. Ф. Морозовой выделялись средства для различных попечительских советов, благотворительным организациям, почётными членами которых она являлась. Именно Мария Фёдоровны финансировала строительство Брестского ночлежного дома по Камер-Коллежскому валу в Москве, который был рассчитан на 200 женских и 600 мужских мест, а также здания Биржи Труда, открытого в 1914 году. Мария Фёдоровна делала пожертвования на строительство Воскресенского собора в Токио (Япония)

## Семья
8 ноября 1846 года вышла замуж за Тимофея Саввича Морозова, младшего сына Саввы Васильевича Морозова.
Московский Рогожского кладбища прихожанин, почётный гражданин, богородский 1-й гильдии купец Тимофей Саввин Морозов приступил к законному супружеству с почётной гражданкой, московской 2-й гильдии купеческой дочерью Марией Фёдоровой Симоновой, которые сказали, что они православную греко-российскую веру держат, следуя старым церковным правилам.
В браке родились:
- Елена (ум. в детстве);
- Анна (1849—1924) — с 1869 года жена историка Геннадия Фёдоровича Карпова (1839—1890);
- Алевтина (1850—1876) — с 1876 года жена доктора медицины Василия Феликсовича Спримона (1840—1911);
- Александра (1854—1903) — с 1875 года супруга дворянина Александра Александровича Назарова (1849—1900), одного из директоров правления Никольской мануфактуры;
- Иван (1855—1858);
- Арсений (1857—1858);
- Юлия (1858—1920) — с 11 июня 1878 года жена Григория Александровича Крестовникова (1855—1918);
- Людмила (1859—1860);
- Савва (1862—1905) — руководитель Никольской мануфактуры, меценат. Женат с 1888 года на Зинаиде Григорьевне Морозовой, урождённой Зиминой, в третьем браке Рейнбот (1867—1947);
- Сергей (1863—1944) — организатор Музея кустарных изделий. Женат на Ольге Васильевне Кривошеиной (1866—1953), младшей сестре известного государственного деятеля Александра Васильевича Кривошеина.